# 郑军里
郑军里（1957年—），瑶族，中华人民共和国政治人物、第十一届全国政协委员。
中国民主同盟盟员，担任过十一届全国政协常务委员、广西艺术学院院长、教授。于2020年不再担任广西艺术学院院长一职，由侯道晖接任。2008年，当选第十一届全国政协常务委员，代表少数民族界，分入第五十组。2018年2月24日，当选为第十三届全国人大代表。